# Assemblée de l'Eswatini
12e législature
Bâtiment du Parlement
L'Assemblée de l'Eswatini (en anglais : House of Assembly of Eswatini) est la chambre basse du  parlement bicaméral de l'Eswatini. Elle est composée d'une partie de membres élus au scrutin direct et d'une autre partie nommés à la discrétion du roi pour un mandat de cinq ans. 
L'Eswatini étant une monarchie absolue, le parlement n'exerce en réalité aucun réel pouvoir, qui se trouve dans les mains du roi.

## Histoire
L'Assemblée de l'Eswatini est créée en 1967 par la nouvelle Constitution qui établit un parlement bicaméral avec le Sénat, en remplacement du Conseil législatif.

## Composition
Selon la Constitution de 2005, l'Assemblée d'Eswatini est composée d'un nombre maximal de 76 membres. Depuis les élections législatives de 2023, elle est composée de 70 sièges dont 59 élus sont pourvus au scrutin uninominal majoritaire à un tour dans des circonscriptions correspondant aux communautés tribales, les tinkhundla. Dans chacune d'elles, les électeurs choisissent parmi trois candidats présélectionnés par les chefs traditionnels. Le roi — actuellement Mswati III — nomme un maximum de dix membres à sa discrétion, dont la moitié d'entre eux doivent être des femmes. Enfin le procureur général du pays en est membre ex officio ainsi que le président de l'Assemblée, si ce dernier n'a pas été élu parmi les parlementaires. La durée du mandat est de cinq ans.
Si le nombre de femmes est inférieur à 30% du total des membres du Parlement, l'Assemblée en élit une dans chacune des quatre régions du pays.

### Présélection
Les 59 membres de l'Assemblée élus au scrutin direct le sont en deux phases. Une présélection des candidats est d'abord opérée par les conseils locaux au sein de 336 chefferies qui retiennent chacune d'elles les noms de trois candidatures, qui se présentent alors devant les électeurs,. En pratique, « les candidats sont sélectionnés par les chefs traditionnels loyaux envers le roi ». Les candidats désignés sont alors élus au scrutin uninominal majoritaire à un tour dans 59 circonscriptions  (tinkhundla), correspondant aux régions du pays. Les partis politiques ne sont pas autorisés, les candidats se présentent en tant que indépendant,.

#### Évolution
Le nombre de tinkhundla varie avec l'évolution de la population. Il était ainsi de 55 aux élections de 2013, répartis à raison de 14 dans la région de Hhohho, 11 dans celui de Lubombo, 16 dans celui de Manzini et 14 dans celui de Shiselweni. À partir des élections législatives de 2018, le nombre de tinkhundla augmente à 59, répartis à raison de 15 dans la région de Hhohho, 11 dans celui de Lubombo, 18 dans celui de Manzini et 15 dans celui de Shiselweni.

### Conditions d'éligibilités
Les membres doivent être citoyens du royaume d'Eswatini, âgés d'au moins 18 ans, être inscrit sur les listes électorales et avoir « payé toutes les taxes ou pris des dispositions satisfaisantes vis-à-vis du commissaire aux impôts ».

## Rôle
L'Eswatini est l'une des dernières monarchies absolues au monde. Depuis 1973, les partis politiques ne sont pas autorisés à prendre part aux élections. De plus, si le vote a lieu au scrutin universel direct et libre, les électeurs ne participent en fait qu'au deuxième tour du scrutin après la présélection des candidats. Le Parlement n'a que très peu de contrôle sur le gouvernement. Le Premier ministre et ses ministres sont nommés par le roi, sans consulter le corps législatif. La Constitution permet en principe au Parlement d'émettre une motion de censure à l'encontre du gouvernement, mais cette disposition n'est pas respectée dans la pratique. Le roi peut dissoudre le Parlement à sa guise, et appliquer son veto à toute loi adoptée par les législateurs.